# باتريشيا والد
باتريشيا والد (بالإنجليزية: Patricia Wald)‏ (و. 1928 – م) هي قاضية، ومحامية من الولايات المتحدة الأمريكية .
وهي عضوة في الحزب الديمقراطي الأمريكي .

## التعليم
تعلمت في كلية ييل للحقوق.